# Brachyscleroma apoderi
Brachyscleroma apoderi är en stekelart som beskrevs av Joseph Augustine Cushman 1940. Brachyscleroma apoderi ingår i släktet Brachyscleroma och familjen brokparasitsteklar. Inga underarter finns listade.